# Landschaftsschutzgebiet Grüner Siek
Das Landschaftsschutzgebiet Grüner Siek mit 5,5 ha Flächengröße liegt nordöstlich von Bega im Stadtgebiet von Dörentrup. Es wurde 2006 mit dem Landschaftsplan Oberes Begatal durch den Kreistag des Kreises Lippe als Landschaftsschutzgebiet (LSG) ausgewiesen.

## Beschreibung
Im Süden endet das LSG an der B 66. Das LSG umfasst „den langgestreckten schmalen Grünen Siek westlich des Hofes Altrogge mit einem nur temporär, also zeitweise, wasserführenden Graben inmitten einer intensiv ackerbaulich genutzten Landschaft.“ Im LSG stehen zahlreiche Kopfweiden, die teils locker gruppiert und teils gebüschartig zusammenstehen. Beim Hof Altrogge ist das Feuchtgrünland teils brachgefallen und teilweise als Mähwiese bewirtschaftet. In Bereichen der ruderalisierten Feuchtgrünlandbrache wächst viel Rohrglanzgras und Brennnessel. An einer Böschung am südöstlichen Talrand stockt eine dichte Hecke.
Zum Schutzgebiet führt der Landschaftsplan aus: „Diese Geländemulde mit hoher struktureller Vielfalt stellt in der ansonsten intensiv ackerbaulich genutzten Landschaft ein bedeutendes Refugial- und Vernetzungsbiotop dar. Sie ist insbesondere wertvoll für Feldsäuger, Feldvögel sowie für Hecken- und Gebüschbrüter.“

## Schutzzwecke für das LSG
Laut Landschaftsplan erfolgte die Ausweisung des LSG
- „zur Erhaltung und Wiederherstellung der Leistungsfähigkeit des Naturhaushaltes in ökologisch besonders wertvoll strukturierten Bereichen mit Wasser-, Klima- und Biotopschutzfunktionen,“
- „zur Erhaltung und Wiederherstellung von Quellbereichen und naturnahen Fließgewässern, Wald- und Grünlandbereichen unterschiedlicher Feuchtestufen, Feldgehölzen, Hecken und Obstwiesen,“
- „zur Erhaltung morphologisch ausgeprägter Bereiche zur Sicherung der landschaftlichen Eigenart und Vielfalt für die Erholung, “
- „zur Erhaltung wertvoller Biotopkomplexe aus Wald-Grünlandbereichen, Fließgewässern und Quellen sowie Biotopen nach § 62 LG mit wichtigen Refugial-, Puffer-, Trittstein- und Vernetzungsfunktionen,“
- „zur Erhaltung und Wiederherstellung wichtiger Rückzugsräume für die bedrohte Tier- und Pflanzenwelt,“
- „zur Sicherung von kulturhistorisch bedeutsamen Landschaften, z. B. Terrassenkulturlandschaften,“
- „zur Sicherung der das Orts- und Landschaftsbild gliedernden und belebenden und die dörflichen Siedlungsstrukturen prägenden Freiraumelemente.“[1]

## Rechtliche Vorschriften
Im Landschaftsschutzgebiet ist unter anderem das Errichten von Bauten und das Anlegen von Fischteichen verboten.